# Karl Hildebrand
Karl Emil Hildebrand (født 24. september 1870 i Stockholm, død 23. juni 1952) var en svensk historiker, forfatter og politiker. Han var søn af Hans Hildebrand og Elin Maria Charlotta Martin. Han giftede sig i 1900 med Elisabeth af Geijerstam og blev far til Karl-Gustaf Hildebrand og Kerstin Hildebrand, Stig Sahlins hustru.

## Karriere
Karl Hildebrand studerede ved Uppsala universitet, hvor han blev fil.dr. i 1898 med afhandlingen Johan III och Europas katolska makter, der tillige sikrede ham et docentur i historie ved universitetet. Hans politiske interesse voksede imidlertid, og han påbegyndte en forfattervirksomhed som politisk medarbejder ved Stockholms Dagblad i 1901, og opsagde siden stillingen ved universitetet. I 1904 blev han chefredaktør for den samme avis.
To år senere blev han indvalgt i andra kammaren ved et suppleringsvalg. Ved valget i 1908 mistede han sin plads i riksdagen, men fik ret hurtigt en plads for Blekinge i första kammaren. I 1911 blev han atter medlem af andra kammaren, hvor han forblev til 1918, da han forlod politik.
I 1915 valgtes han til den første ordfører i Sveriges Nationella Ungdomsförbund. I 1916 blev han udpeget til riksgäldsfullmäktig og tilhørte fra 1917 det hemmelige udvalg og var medlem af Folkhushållningskommissionen som chef for dettes oplysningsafdeling. Fra 1925 var han ordfører i Riksgäldsfullmäktige, men han forlod denne efter en konflikt i 1941. Han havde desuden andre tillidsposter, blandt andet som anden direktør i Karlshamns olje- och kraftsfodersfabriks AB, var 1929-42 viceordfører i Sveriges allmänna hypoteksbank og bestyrelsesmedlem i Göta kanalbolag.

## Historikeren
Som historiker var Hildebrand orienteret mod 1500-tallet og moderne historie, og især 1. verdenskrig, unionsspørgsmålet med Norge og Gustaf 5.. Blandt hans udgivelser kan nævnes Arbetarnes föreningsrätt (1899), Demokrati (1913), og Kommunal och enskild drift (1914). Under 1. verdenskrig rejste han rundt i Europa og skrev om sine indtryk i Ett starkt folk (1915) og Donaumonarkien i krig (1915). På sine ældre dage skrev han tillige bøger om økonomiske og politiske samtidsfænomener, således Det gamla och det nya Kina (1927), Sovjetunionens femårsplan och exportpolitik (1931), Fackföreningsrörelsen och samhället (1934) og Afrika (1936).

## Politikeren
Som politiker fremlagde han et lovforslag om trykkefrihedsforordningen, kaldet Lex Hildebrand, som fik megen opmærksomhed, men ikke blev vedtaget af medkammaret. Ideologiskt tilhørte han den moderate gren af højre og var ofte i debat med de mere konservative. Erik Palmstierna beskriver ham således:
"Karl Hildebrand var en av dessa personer, vilka i det offentliga livet alltid förbliva nr 2. Kunskapsrik, arbetsam och förståndig var han, men saknade just det, som av nr 2 gör nr 1, detta plus, varpå ledaren igenkännes" 

## Gravsted
Han er begravet på Solna kyrkogård.